# Diocesi di Machiques
La diocesi di Machiques (in latino: Dioecesis Machiquesensis) è una sede della Chiesa cattolica in Venezuela suffraganea dell'arcidiocesi di Maracaibo. Nel 2023 contava 292.000 battezzati su 359.918 abitanti. È retta dal vescovo Nicolás Gregorio Nava Rojas.

## Territorio
La diocesi comprende parte dello stato venezuelano di Zulia.
Sede vescovile è la città di Machiques, dove si trova la cattedrale di Nostra Signora del Carmelo.
Il territorio è suddiviso in 17 parrocchie.

## Storia
Il vicariato apostolico di Machiques fu eretto il 26 maggio 1943 con la bolla Zuliensis Dioeceseos di papa Pio XII, ricavandone il territorio dalla diocesi di Zulia (oggi arcidiocesi di Maracaibo).
Il 9 aprile 2011 il vicariato apostolico è stato elevato a diocesi con la bolla Cum Vicariatus di papa Benedetto XVI.

## Cronotassi dei vescovi
Si omettono i periodi di sede vacante non superiori ai 2 anni o non storicamente accertati.
- Ángel Turrado Moreno, O.F.M.Cap. † (4 settembre 1944 - gennaio 1954 dimesso)
- Miguel Saturnino Aurrecoechea Palacios, O.F.M.Cap. † (19 dicembre 1955 - 10 marzo 1986 ritirato)
- Agustín Romualdo Álvarez Rodríguez, O.F.M.Cap. † (10 marzo 1986 - 7 ottobre 1995 dimesso)
- Ramiro Díaz Sánchez, O.M.I. (24 gennaio 1997 - 9 aprile 2011 ritirato)
- Jesús Alfonso Guerrero Contreras, O.F.M.Cap. (9 aprile 2011 - 21 dicembre 2018 nominato vescovo di Barinas)[2]
- Nicolás Gregorio Nava Rojas, dal 19 ottobre 2019

## Statistiche
La diocesi nel 2023 su una popolazione di 359.918 persone contava 292.000 battezzati, corrispondenti all'81,1% del totale.
| anno | popolazione | popolazione | popolazione | presbiteri | presbiteri | presbiteri | presbiteri                | diaconi | religiosi | religiosi | parrocchie |
| anno | battezzati  | totale      | %           | numero     | secolari   | regolari   | battezzati per presbitero | diaconi | uomini    | donne     | parrocchie |
| ---- | ----------- | ----------- | ----------- | ---------- | ---------- | ---------- | ------------------------- | ------- | --------- | --------- | ---------- |
| 1950 | 44.361      | 47.011      | 94,4        | 10         |            | 10         | 4.436                     |         | 15        | 17        | 6          |
| 1966 | 91.389      | 94.691      | 96,5        | 14         | 3          | 11         | 6.527                     |         | 15        | 46        | 11         |
| 1970 | 92.400      | 98.500      | 93,8        | 15         | 5          | 10         | 6.160                     |         | 17        | 46        | 12         |
| 1976 | 125.000     | 150.000     | 83,3        | 22         | 4          | 18         | 5.681                     |         | 27        | 42        | 13         |
| 1980 | 145.000     | 174.000     | 83,3        | 23         | 3          | 20         | 6.304                     |         | 36        | 41        | 13         |
| 1990 | 200.000     | 245.000     | 81,6        | 23         | 2          | 21         | 8.695                     |         | 30        | 40        | 17         |
| 1999 | 225.000     | 250.000     | 90,0        | 14         | 4          | 10         | 16.071                    | 1       | 12        | 30        | 10         |
| 2000 | 225.000     | 250.000     | 90,0        | 13         | 4          | 9          | 17.307                    | 3       | 19        | 31        | 10         |
| 2001 | 220.000     | 260.000     | 84,6        | 14         | 4          | 10         | 15.714                    | 1       | 14        | 30        | 12         |
| 2002 | 220.000     | 260.000     | 84,6        | 18         | 5          | 13         | 12.222                    | 1       | 23        | 33        | 12         |
| 2003 | 230.000     | 275.000     | 83,6        | 20         | 7          | 13         | 11.500                    | 1       | 25        | 35        | 12         |
| 2004 | 250.000     | 290.000     | 86,2        | 19         | 9          | 10         | 13.157                    | 1       | 18        | 38        | 14         |
| 2010 | 282.000     | 325.000     | 86,8        | 20         | 12         | 8          | 14.100                    | 1       | 14        | 38        | 17         |
| 2013 | 295.000     | 340.000     | 86,8        | 21         | 14         | 7          | 14.047                    | 1       | 11        | 35        | 17         |
| 2016 | 297.500     | 361.100     | 82,4        | 19         | 15         | 4          | 15.657                    | 1       | 5         | 30        | 17         |
| 2019 | 315.000     | 386.150     | 81,6        | 16         | 14         | 2          | 19.687                    | 1       | 6         | 25        | 17         |
| 2021 | 314.440     | 387.535     | 81,1        | 15         | 13         | 2          | 20.962                    | 1       | 6         | 28        | 17         |
| 2023 | 292.000     | 359.918     | 81,1        | 17         | 14         | 3          | 17.176                    | 1       | 7         | 25        | 17         |